# Championnats de France de cyclisme sur piste 2023
Navigation
2022 2024
Les championnats de France de cyclisme sur piste 2023 se déroulent du 4 au 8 janvier sur le Vélodrome couvert régional Jean-Stablinski à Roubaix.
Les championnats des catégories jeunes sont prévus sur le même vélodrome du 9 au 13 juillet.

## Résultats

### Hommes
| Compétitions                            | Or                                                                                                  | Argent                                                                                                | Bronze                                                                                          |
| --------------------------------------- | --------------------------------------------------------------------------------------------------- | --- | ----------------------------------------------------------------------------------------------- |
| Épreuves élites                         | | |                                                                                                 |
| Kilomètre                               | Melvin Landerneau                                                                                   | Tom Derache                                                                                           | Quentin Lafargue                                                                                |
| Keirin                                  | Sébastien Vigier                                                                                    | Tom Derache                                                                                           | Clément Cordenos                                                                                |
| Vitesse                                 | Rayan Helal                                                                                         | Sébastien Vigier                                                                                      | Tom Derache                                                                                     |
| Poursuite                               | Benjamin Thomas                                                                                     | Corentin Ermenault                                                                                    | Valentin Tabellion                                                                              |
| Poursuite par équipes                   | Hauts-de-France- Clément Cordenos - Thomas Boudat - Thomas Denis - Valentin Tabellion - Théo Bracke | Pays de la Loire- Grégory Pouvreault - Guillaume Monmasson - Mathias Ribeiro Da Cruz - Florian Maitre | Team Bricquebec Cotentin- Maxime Dransart - Corentin Ermenault - Adrien Garel - Louis Pijourlet |
| Course aux points                       | Benjamin Thomas                                                                                     | Thomas Boudat                                                                                         | Donavan Grondin                                                                                 |
| Américaine                              | Go Sport-Roubaix Lille Métropole- Thomas Boudat - Valentin Tabellion                                | Île-de-France- Quentin Lafargue - Donavan Grondin                                                     | Occitanie- Benjamin Thomas - Dorian Carreau                                                     |
| Omnium                                  | Valentin Tabellion                                                                                  | Thomas Boudat                                                                                         | Donavan Grondin                                                                                 |
| Élimination                             | Thomas Boudat                                                                                       | Valentin Tabellion                                                                                    | Benjamin Thomas                                                                                 |
| Épreuves juniors                        | | |                                                                                                 |
| Kilomètre                               | Yann Velna                                                                                          | Louis Fuhrmann                                                                                        | Félix Tilly                                                                                     |
| Keirin                                  | Théo Tuncq                                                                                          | Septime Le Normand-Lucas                                                                              | Hervé Salaün                                                                                    |
| Vitesse                                 | Tom Cameron                                                                                         | Théo Tuncq                                                                                            | Hervé Salaün                                                                                    |
| Vitesse par équipes (cadets et juniors) | Bretagne- Tristan Favennec - Julien Hinault - Lucas Le Normand                                      | Île-de-France- Elliott Legemble - Théo Tuncq - Félix Tilly                                            | Occitanie- Maxence Lyonnet - Samuel Poitevin - Yann Velna                                       |
| Poursuite                               | Camille Charret                                                                                     | Alessio Gombaud                                                                                       | Samuel Serres                                                                                   |
| Poursuite par équipes                   | Auvergne-Rhône-Alpes- Maxime Buffaz - Samuel Chanel - Camille Charret - Max Henry                   | Bretagne- Lucas Le Normand - Alessio Gombaud - Théo Paris - Kilian Perennes - Jean Le Bot             | Occitanie- Yann Velna - Christophe Brioux - Jonathan Lebreton - Samuel Serres                   |
| Course aux points                       | Alix Brissaire                                                                                      | Théo Paris                                                                                            | Thibault Legros                                                                                 |
| Américaine                              | Auvergne-Rhône-Alpes- Maxime Buffaz - Camille Charret                                               | Bretagne 2- Septime Le Normand-Lucas - Kilian Perennes                                                | Bretagne 1- Jean Le Bot - Théo Paris                                                            |
| Omnium                                  | Christophe Brioux                                                                                   | Camille Charret                                                                                       | Alix Brissaire                                                                                  |
| Élimination                             | Maxime Buffaz                                                                                       | Jean Le Bot                                                                                           | Nicolas Forbras                                                                                 |

### Femmes
| Compétitions                              | Or | Argent                                                                               | Bronze                                                                                 |
| ----------------------------------------- | --- | ------------------------------------------------------------------------------------ | -------------------------------------------------------------------------------------- |
| Épreuves élites                           | |                                                                                      |                                                                                        |
| 500 mètres                                | Mathilde Gros                                                                                            | Taky Marie-Divine Kouamé                                                             | Julie Michaux                                                                          |
| Keirin                                    | Mathilde Gros                                                                                            | Taky Marie-Divine Kouamé                                                             | Julie Michaux                                                                          |
| Vitesse                                   | Mathilde Gros                                                                                            | Taky Marie-Divine Kouamé                                                             | Julie Michaux                                                                          |
| Poursuite                                 | Valentine Fortin                                                                                         | Marion Borras                                                                        | Jade Labastugue                                                                        |
| Poursuite par équipes                     | Centre-Val de Loire- Clémence Chéreau - Léane Tabu - Jade Labastugue - Aurore Pernollet - Violette Demay | Île-de-France- Marie Patouillet - Valentine Fortin - Océane Tessier - Lara Lallemant | Bretagne- Maurène Trégouët - Maryanne Hinault - Marie Le Net - Marie-Morgane Le Deunff |
| Course aux points                         | Victoire Berteau                                                                                         | Jade Labastugue                                                                      | Valentine Fortin                                                                       |
| Américaine                                | Cofidis- Victoire Berteau - Valentine Fortin                                                             | Bretagne- Marie Le Net - Maryanne Hinault                                            | Centre-Val de Loire- Jade Labastugue - Aurore Pernollet                                |
| Omnium                                    | Marion Borras                                                                                            | Marie Le Net                                                                         | Clara Copponi                                                                          |
| Élimination                               | Valentine Fortin                                                                                         | Victoire Berteau                                                                     | Clara Copponi                                                                          |
| Épreuves juniors                          | |                                                                                      |                                                                                        |
| 500 mètres                                | Lilou Ledeme                                                                                             | Lisa Guillet                                                                         | Kloé Saugrain                                                                          |
| Keirin                                    | Elina Cabot                                                                                              | Lilou Ledeme                                                                         | Lisa Guillet                                                                           |
| Vitesse                                   | Lilou Ledeme                                                                                             | Lisa Guillet                                                                         | Kloé Saugrain                                                                          |
| Vitesse par équipes (cadettes et juniors) | Hauts-de-France- Clémence Mengin - Kloé Saugrain - Elina Cabot                                           | Île-de-France- Manon Leclerc - Lisa Guillet - Lilou Ledeme                           | Auvergne-Rhône-Alpes- Léa Bourasseau - Marion Cartier - Emma Jimenez Palos             |
| Poursuite                                 | Elyne Roussel                                                                                            | Elina Cabot                                                                          | Aurélie de Guerdavid                                                                   |
| Course aux points                         | Elina Cabot                                                                                              | Marion Cartier                                                                       | Kloé Saugrain                                                                          |
| Omnium                                    | Elyne Roussel                                                                                            | Marion Cartier                                                                       | Aurélie de Guerdavid                                                                   |
| Élimination                               | Elina Cabot                                                                                              | Marion Cartier                                                                       | Ilona Rouat                                                                            |